# Euractiv
Euractiv è un sito di notizie paneuropea incentrata sulle politiche dell'UE. È stato fondato nel 1999 dall'editore francese Christophe Leclercq. La sua sede e la redazione centrale si trovano a Bruxelles, con altri uffici a Parigi e Berlino. I suoi contenuti sono prodotti da circa 50 giornalisti in Belgio, Bulgaria, Repubblica Ceca, Francia, Germania, Grecia, Italia, Polonia, Romania e Slovacchia . 
La copertura politica di Euractiv è suddivisa in otto hub: agroalimentare, economia, energia e ambiente, mondo, salute, politica, tecnologia e trasporti. All’attività giornalistica viene affiancato un programma che conta oltre cento eventi, solitamente dei dibattiti, che coinvolgono una serie di stakeholders, politici, professionisti degli stessi settori. La copertura politica di Euractiv si concentra soprattutto sulla fase pre-legislativa del processo decisionale dell'Unione Europea. La maggior parte dei suoi contenuti in lingua inglese sono poi tradotti in francese e tedesco. 
Euractiv ha fonti di finanziamento diversificate, sia private che pubbliche. Nel 2019, circa un quinto delle entrate  proveniva da fonti pubbliche, tra cui l'Unione Europea. Altre fonti di finanziamento sono la pubblicità e le sponsorizzazioni aziendali. 
Nel maggio 2023, Euractiv è stata acquisita dalla società belga Mediahuis, in quella che è diventata la prima acquisizione di una piattaforma mediatica internazionale.
Il trio dirigenziale è composto da René Moerland, editore ed ex caporedattore del quotidiano olandese NRC, Claire Boussagol, attuale amministratore delegato e precedentemente presidente per l'Europa di APCO Worldwide e amministratore delegato di Politico Europe, ed Emmanuel Naert, direttore del dipartimento subscriptions.

## Profilo
Da oltre vent'anni, Euractiv copre le politiche del Parlamento europeo e delle altre istituzioni dell'UE. La sua copertura editoriale si concentra sulle politiche dell'UE in settori quali energia e ambiente, agricoltura, sicurezza alimentare, trasporti e tecnologia. 
Oltre alle ultime notizie, Euractiv pubblica anche rapporti speciali su specifici argomenti. Nel 2016, l'azienda ha introdotto la sua newsletter di punta The Brief. Nel 2019 è stata lanciata una nuova serie di newsletter incentrate sull'UE: The Capitals, Tech Brief e Transport Brief. Inoltre, Euractiv è specializzata nell'organizzazione di eventi che riuniscono e fanno dialogare esperti del settore. Nel 2018, Euractiv ha organizzato più di 70 eventi, la maggior parte dei quali sponsorizzati, soprattutto sotto forma di workshop o dibattiti.

## Newsletters
Le newsletters di Euractiv vengono chiamate Policy Briefs, in linea con la copertura delle maggiori aree politiche dell'Unione europea, ad esempio agricoltura, tecnologia ed energia. In particolare, nella newsletter giornaliera The Capitals, Euractiv raccoglie notizie politiche da diversi Paesi europei che hanno rilevanza a livello europeo.

## Impatto
Secondo l'EU Media Poll 2023, condotto da Savanta per BCW Bruxelles, Euractiv si è classificato come la quinta fonte più influente dell'UE, entrando per la prima volta nella top 10.
Nel 2022, uno studio condotto dal Consiglio dell'Unione europea ha classificato Euractiv al secondo posto nella lista dei media più influenti tra i membri del Parlamento europeo.
I servizi di Euractiv sono regolarmente citati da testate internazionali come il New York Times, il Financial Times, la CNN, Deutsche Welle, le Figaro, Le Point e Il Post.